# Idaea obsoletaria
Idaea obsoletaria är en fjärilsart som beskrevs av Jules Pièrre Rambur 1833. Idaea obsoletaria ingår i släktet Idaea och familjen mätare. Inga underarter finns listade i Catalogue of Life.